# Научни социјализам
Научни социјализам је термин који је користио Фридрих Енгелс да опише социо-политчко-економску теорију коју је први развио Карл Маркс. Наведени разлог због чега се овај вид социјализма назива „научним социјализмом“ (насупрот „утопијском социјализму“), је тај што се његове теорије одржавају на емпиријском стандарду, запажања су кључна за његов развој, и то може резултовати у променама и/или кривотворењу елемената историје.
Иако је Маркс осуђивао утопијски социјализам, никад није описао своје идеје као „научни социјализам“. Сличне методе за анализирање друштвених и економских трендова уз укључивање социјализма као производа социоекономске еволуције користили су не-марксистички теоретичари, као што су Јозеф Шумпетер и Торштајн Веблен.